# Rakouský šilink
Rakouský šilink (Schilling) byl rakouskou měnou od roku 1924 do roku 1999. Šilink se dělil na 100 grošů. Mince a bankovky vydávala Rakouská národní banka (Österreichische Nationalbank). ISO 4217 kód měny byl ATS.
Historické období platnosti šilinku se dělí na dvě období – první republika a druhá republika. Po první světové válce byl šilink zaveden místo inflační Rakousko-uherské koruny. Od připojení Rakouska k Třetí říši platila v Rakousku říšská marka. Po druhé světové válce byl opět zaveden oběh šilinku. Jako jeden ze zakládajících členů eurozóny přešlo Rakousko v roce 1999 na euro, přičemž mince a bankovky šilinku se v oběhu používaly do roku 2002.

## Šilinkprvní republiky(1925–1938)
Rakouský šilink byl zaveden měnovou reformou z 1. března 1925 nahradil tehdejší, inflací po první světové válce znehodnocenou, rakousko-uherskou korunu v kursu 1 šilink = 10 000 rakouských korun.
Mince byly raženy v hodnotách 1, 2, 5, 10, 20, 50 grošů a 1, 2, 5 šilinků. V roce 1929 byly vydány zlaté mince v hodnotě 25 a 100 šilinků. V oběhu zůstávaly též drobné mince v hodnotě 100 korun (jako 1 groš), 200 korun (2 groše) a 1000 korun (10 grošů). Tyto mince měly stejnou velikost a hmotnost, jako mince, co je nahrazovaly.
Bankovky byly vydávány v hodnotách 5, 10, 20, 100 a 1000 šilinků. V roce 1929 byla emise doplněna o bankovku 50 šilinků.
Po anšlusu Rakouska Třetí říší byl šilink nahrazen Říšskou markou v pro Rakušany výhodném kurzu 1 RM = 1,50 S, což mělo podpořit oblibu Velkoněmecké říše u rakouského obyvatelstva.

## Šilinkdruhé republiky(1945–2002)
Byly zavedeny mince v hodnotě 1, 2, 5, 10, 20, 50 grošů a 1, 2, 5, 10 šilinků a také později zavedené  20 a 50 šilinky. Poslední úplná emise oběžných mincí byla vydána v roce 1946.  Zinková mince v hodnotě 1 groš a bronzová v hodnotě 20 šilink se brzy přestaly razit z důvodu své neekonomičnosti. Naopak mince v hodnotě 2 groše a 5 grošů se razily po celou dobu platnosti, v pozdějších letech jen ke sběratským účelům. Hliníková mince 10 grošů obíhala až do zavedení eura. Nejnovější mincí byla bimetalická mince s hodnotou 50 šilinků, která byla vydána v roce 1996, připomínala rakouské milénium a obíhala společně s bankovkou téže hodnoty. Na líci všech rakouských mincí byl buď státní znak nebo číslovka nominální hodnoty. Na rubu byl motiv spojený s Rakouskem.
Bankovky byly vydávány v hodnotách 20,  50, 100, 500, 1000 a 5000 šilinků. Poslední neúplná emise bankovek byla dána do oběhu v roce 1997, a to jen nominály 500 a 1000 šilinků. Na líci všech rakouských bankovek byly portréty významných Rakušanů:
- 20 šilinků – Moritz Daffinger / Vídeňské výtvarné muzeum Albertina,
- 50 šilinků – Sigmund Freud / Vídeňská lékařská škola Josephinum,
- 100 šilinků – Eugen von Böhm-Bawerk / Akademie věd ve Vídni,
- 500 šilinků – architekt Otto Wagner / Poštovní spořitelna ve Vídni,
- 1000 šilinků – Erwin Schrödinger / Vídeňská univerzita a vědci při práci
- 5000 šilinků Wolfgang Amadeus Mozart / Vídeňská opera.

Kurz šilinku k euru při měnové výměně 1. ledna 2002 byl 1S = 0,07267€.